# Andrij Hurski
Andrij Petrowycz Hurski, ukr. Андрій Петрович Гурський (ur. 30 sierpnia 1988 we Lwowie) – ukraiński piłkarz, grający na pozycji obrońcy.

## Kariera piłkarska

### Kariera klubowa
Jest wychowankiem SDJuSzOR Karpat Lwów. Rozpoczął karierę piłkarską najpierw w drugiej i rezerwowej drużynie Karpat, a od sezonu 2008/2009 w pierwszym zespole, w którym zadebiutował 19 października 2008. Latem 2011 przeszedł do Prykarpattia Iwano-Frankiwsk, ale już po pół roku przeniósł się doObołoni Kijów. W marcu 2013 jako wolny agent zasilił skład FK Sewastopol. W lipcu 2013 podpisał kontrakt z FK Homel. Na początku 2014 został piłkarzem Ruchu Winniki.

### Kariera reprezentacyjna
W 2008 zadebiutował w młodzieżowej reprezentacji Ukrainy.